# Ilha Thurston
A Ilha Thurston é a terceira maior ilha da Antártida (após a ilha Alexandre I e a ilha Berkner) e a 56ª maior da Terra, com uma área de 15.700 km². Está totalmente coberta por gelo e fica junto ao mar de Bellingshausen e a pouca distância da costa da Terra de Ellsworth. A ilha Thurston está separada do continente antártico pelo Peacock Sound, que é ocupado pela parte ocidental da plataforma de gelo Abbot. Divide o mar de Bellingshausen a leste do mar de Amundsen a oeste.
Foi descoberta a partir do ar, num voo do contra-almirante Richard Byrd, em 27 de fevereiro de 1940, que lhe deu o nome em homenagem a W. Harris Thurston, industrial de têxteis, criador da roupa à prova de vento "Byrd Cloth" e patrocinador de expedições à Antártida.
Originalmente foi mapeada como uma península, mas foi reconhecida como ilha em 1960.